# Louis King
Louis D'ajon King (Jersey City, 6 de abril de 1999) é um jogador norte-americano profissional de basquete que atualmente joga no Philadelphia 76ers da National Basketball Association (NBA) e no Delaware Blue Coats da NBA G League.
Ele jogou basquete universitário na Universidade de Oregon. 

## Carreira no ensino médio

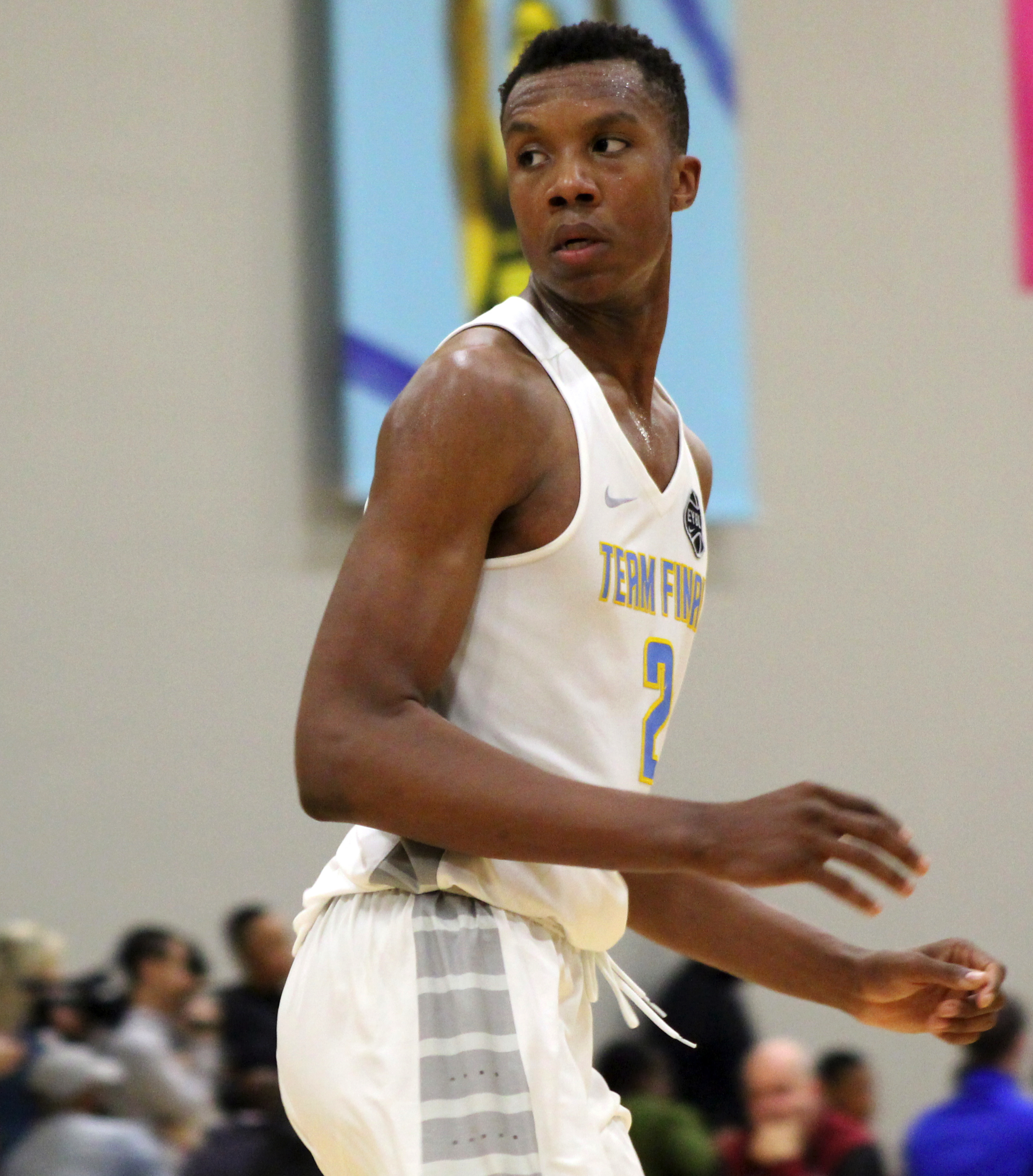
King em 2017

Nascido em Secaucus, Nova Jersey, King estudou na Roselle Catholic High School durante seu primeiro ano, na Pope John XXIII Regional High School no segundo ano e na Hudson Catholic Regional High School em Jersey City, Nova Jersey no terceiro ano.
Durante seu último ano, ele sofreu uma lesão no joelho após cair desajeitadamente. Apesar de uma temporada mais curta, King obteve uma média de 15,2 pontos e 4,4 rebotes.

### Recrutamento
King foi classificado entre as 25 principais perspectivas da classe de recrutamento em 2018 pela Rivals, 247Sports e ESPN. Ele também foi classificado como um dos principais candidatos em seu estado e em sua posição pelos três serviços. 
| Nome | Cidade Natal                                          | Escola               | Altura             | Peso           | Data                   |
| --- | ----------------------------------------------------- | -------------------- | ------------------ | -------------- | ---------------------- |
| Louis KingSF | Columbus, NJ                                          | Hudson Catholic (NJ) | 6 ft 7 in (2.01 m) | 198 lb (90 kg) | 21 de Setembro de 2017 |
| Louis KingSF | Recrutamento: Rivals: 247Sports: ESPN: ESPN grade: 93 |                      |                    |                |                        |
| Classificação geral: Rivals: 25º \| 247Sports: 24º \| ESPN: 11º |                                                       |                      |                    |                |                        |
| - Nota: Em muitos casos, Scout, Rivals, 247Sports e ESPN podem entrar em conflito em suas listas de altura e peso, nestes casos, a média foi obtida. A ESPN mede os calouros numa escala de 0 a 100. - Fonte: |                                                       |                      |                    |                |                        |

## Carreira universitária
Em 21 de setembro de 2017, King se comprometeu verbalmente a jogar basquete universitário na Universidade de Oregon. Ele rejeitou as propostas de Kansas, Seton Hall, Purdue e NC State.
Em sua única temporada, ele jogou em 31 jogos e teve médias de 13.5 pontos, 5.5 rebotes e 1.3 assistências em 30.4 minutos.

## Carreira profissional

### Detroit Pistons (2019 – Presente)
Depois de não ter sido selecionado no Draft da NBA de 2019, King assinou um contrato de mão dupla com o Detroit Pistons e o Grand Rapids Drive da G-League.
Em 2 de dezembro de 2020, King assinou um segundo contrato de mão dupla mas foi dispensado em 14 de dezembro.

### Westchester Knicks (2021)
Em 17 de dezembro de 2020, King foi contratado pelo New York Knicks e foi dispensado.
Em 21 de janeiro de 2021, King assinou como jogador afiliado com o Westchester Knicks para a temporada da G-League. Em 15 jogos, ele teve médias de 13,7 pontos, 4,9 rebotes, 3,0 assistências e 1,5 roubos de bola em 32,2 minutos.

### Sacramento Kings (2021–2022)
Em 1º de maio de 2021, King assinou um contrato de mão dupla com o Sacramento Kings. Em 17 de fevereiro de 2022, ele foi dispensado pelos Kings.

### Retorno a Westchester (2022)
Em 25 de fevereiro de 2022, King foi readquirido pelo Westchester Knicks.
King juntou-se ao Phoenix Suns para a Summer League de 2022.

### Philadelphia 76ers (2022–presente)
Em 26 de dezembro de 2022, King assinou um contrato de mão dupla com o Philadelphia 76ers e com o Delaware Blue Coats da G-League.

## Carreira na seleção
King representou os Estados Unidos na Copa do Mundo Sub-19 de 2017 no Cairo, Egito. Ele teve uma média de 6,1 pontos, 4,4 rebotes e 2,1 assistências durante o torneio, ajudando o time a ganhar a medalha de bronze.

## Estatísticas da carreira

### NBA

#### Temporada regular
| Ano      | Equipe     | PJ | PT | MPJ  | AP   | 3P   | LL    | RT  | AS  | BR  | TO | PPJ |
| -------- | ---------- | -- | -- | ---- | ---- | ---- | ----- | --- | --- | --- | -- | --- |
| 2019–20  | Detroit    | 10 | 0  | 6.2  | .381 | .364 | .000  | 1.0 | .5  | .2  | .0 | 2.0 |
| 2020–21  | Sacramento | 6  | 1  | 14.2 | .500 | .364 | 1.000 | 3.4 | 1.5 | 1.2 | .5 | 7.3 |
| 2021–22  | Sacramento | 10 | 0  | 10.4 | .319 | .296 | .700  | 1.2 | .9  | .2  | .1 | 4.5 |
| Carreira | Carreira   | 26 | 1  | 10.2 | .399 | .341 | .566  | 1.8 | .9  | .5  | .1 | 4.6 |

### NBA G League
| Ano      | Equipe       | PJ | PT | MPJ  | AP   | 3P   | LL   | RT  | AS  | BR  | TO | PPJ  |
| -------- | ------------ | -- | -- | ---- | ---- | ---- | ---- | --- | --- | --- | -- | ---- |
| 2019-20  | Grand Rapids | 31 | 22 | 28.5 | .418 | .336 | .808 | 5.4 | 2.9 | 1.4 | .5 | 15.0 |
| 2020-21  | Westchester  | 15 | 13 | 32.2 | .517 | .456 | .810 | 4.9 | 2.9 | 1.6 | .5 | 13.7 |
| 2021-22  | Stockton     | 6  | 5  | 26.7 | .410 | .269 | .692 | 6.0 | 3.7 | 1.2 | .3 | 12.0 |
| 2021-22  | Westchester  | 14 | 13 | 34.4 | .464 | .402 | .840 | 6.5 | 4.2 | 2.1 | .5 | 18.6 |
| 2022-23  | Delaware     | 19 | 18 | 29.1 | .500 | .417 | .708 | 4.6 | 5.7 | 1.6 | .3 | 16.0 |
| Carreira | Carreira     | 85 | 71 | 30.1 | .461 | .376 | .771 | 5.4 | 3.8 | 1.5 | .4 | 15.0 |

### Universitário
| Ano     | Time   | PJ | MPJ  | AP   | 3P   | LL   | RT  | AS  | BR | TO | PPJ  |
| ------- | ------ | -- | ---- | ---- | ---- | ---- | --- | --- | -- | -- | ---- |
| 2018–19 | Oregon | 31 | 30.4 | .435 | .386 | .785 | 5.5 | 1.3 | .9 | .2 | 13.5 |

Fonte: